# Зверака, Евстафий Фёдорович
Евстафий Фёдорович Зверака (1751—1829) — русский медик и педагог доктор медицины; статский советник.

## Биография
Евстафий Зверака родился в 1751 году в семье священника из Переволочни, Полтавского наместничества. Сперва, видимо по воле отца, учился в Киевской духовной академии, но в 1770 году устроился волонтёром в Санкт-Петербургский генеральный сухопутный госпиталь, при котором было медицинское училище, откуда в следующем году вышел с званием подлекаря, а через два года (1773) поступил лекарем во 2-ю лёгкую полевую команду.
В 1776 году Евстафий Фёдорович Зверака отправился за границу, с целью совершенствования в медицинских науках. Слушал лекции в разных европейских университетах, в том числе и в Шотландском университете святого Андрея, в котором получил степень доктора медицины (1779 год).
Возвратившись в Россию, Е. Ф. Зверака в 1782 году экзаменовался в медицинской коллегии, был признан доктором медицины и получил право практики.
В 1783 году он был назначен директором медицинской канцелярии, а в 1785 году определён на службу в Екатеринославское наместничество, в город Борислав. Прослужив там около десяти лет, Евстафий Фёдорович Зверака получил чин надворного советника и по собственному прошению был уволен со службы.
В 1794 году он был назначен главным врачом в Елизаветградский генеральный госпиталь и первым директором местной хирургической школы, в которой читал химию и практическую медицину.
В 1798 году Е. Ф. Зверака был переведён доктором в Николаевский морской госпиталь, а оттуда в Дубоссарскую таможенную контору (1800 год). Последнее его назначение было инспектором Бессарабской врачебной управы (1816 год); в этой должности он и оставался до самой смерти.
Евстафий Фёдорович Зверака скончался 29 апреля 1829 года.